# Подгорное (Черниговский район)
Подго́рное (укр. Підгі́рне) — село Черниговского района Черниговской области Украины. Население 126 человек.
Код КОАТУУ: 7425586603. Почтовый индекс: 15533. Телефонный код: +380 462.

## Власть
До 11 сентября 2016 года орган местного самоуправления — Песковский сельский совет. Почтовый адрес: 15533, Черниговская обл., Черниговский р-н, с. Пески, ул. Новая, 2.
11 сентября 2016 года была создана Ивановская сельская община, 12 июня 2020 года в состав которой вошло село, согласно Распоряжению Кабинета Министров Украины № 730 от 12 июня 2020 года.